# 陳大濩
陳大濩（1498年—1583年），字則殷，號雙溪，福建福州府長樂縣人，軍籍，明朝政治人物。

## 生平
正德十四年（1519年）己卯科福建鄉試第三十四名舉人。正德十六年（1521年）中式辛巳科會試第二百二十六名，登第三甲第一百零九名進士。授浙江上虞縣知縣，調湖廣永興縣，丁母憂歸。服除，補官河南光山縣知縣，升高州府通判，遷湖廣道州知州，調補山西隰州知州，擢廣西思恩府同知，兼摄府事，復摄横州事。卒于萬曆十一年，享年八十六。

## 家族
曾祖陳育；祖父陳英；父陳垐（1459年-1517年），字季厚，號遺安，贈山西道御史，母高氏。慈侍下。兄陈大猷、陈大伦、陳大夏、陳大用（同科举人、贡士），癸未进士，官監察御史、常州知府。弟陈大全。子陳省，兵部右侍郎湖廣巡撫。兄陳大倫子陳瑞，嘉靖癸丑进士，南京兵部尚書。